# Windows 2.0
Windows 2.0 — 16-бітна графічна операційна система для MS DOS з родини Microsoft Windows, яка вийшла 9 грудня 1987 року та була наступником Windows 1.0. З версії Windows 2.1x у 1988 році, Windows 2.0 було доповнено Windows/286 й Windows/386. Windows 3.0 витіснив Windows 2.0, Windows/286 і Windows/386 у травні 1990, але підтримка Microsoft тривала 14 років, аж до 31 грудня 2001 року.

## Можливості
Windows 2.0 дозволяв вікнам застосунків накладатися на відміну від попередньої системи Windows 1.0, яке показувала вікна лише «мозаїкою». Також у Windows 2.0 введено складніші клавіатурні скорочення й термінологія «Згорнути» та «Розгорнути», на відміну від «Іконізувати»(Зменшити в іконку) і «Збільшити» у Windows 1.0. Загальна організація вікон, впроваджена у Windows 2.0, протрималася до версій Windows 3.1. Як і Windows 1.x, Windows 2.x застосунки не могли виконуватися у системах Windows 3.1 або вищих без змін через те, що вони не були розраховані на захищений режим. Windows 2.0 була першою версією Windows, яка мала вбудовану панель керування.
Новою можливістю в Windows 2.0 є включення VGA графіки (лише 16 кольорів). Ця версія була останньою версією Windows, яка не потребувала жорсткого диска. Windows 2.x EGA, VGA і Tandy драйвери надавали обхідний шлях у Windows 3.0 для користувачів, які хотіли кольорової графіки на 8086 машинах (можливість, яка зазвичай не підтримувалася). Також вперше з'явилася підтримка EMS пам'яті.

## Підтримка програм
Перша Windows версія Microsoft Word та Microsoft Excel працювали на Windows 2.0. З цією версією істотно зросла підтримка сторонніми розробниками (деякі з них супроводжували свої програми Windows Runtime для покупців, які не купували повної версії Windows). Проте більшість розробників все ще підтримувала DOS версії своїх програм, оскільки користувачі Windows складали меншість на ринку. Windows 2.0 все ще була залежна від DOS системи та не могла обійти обмеження в 1 Мб ОЗП.
Деякі програми поставлялися разом із Windows 2.0. Ось їхній перелік:
- CALC.EXE — калькулятор
- CALENDAR.EXE — календар
- CARDFILE.EXE — персональний інформаційний менеджер
- CLIPBRD.EXE — перегляд вмісту буферу обміну
- CLOCK.EXE — годинник
- CONTROL.EXE — системна утиліта для налаштування Windows 2.0
- CVTPAINT.EXE
- MSDOS.EXE — простий файловий менеджер
- Notepad — текстовий редактор
- PAINT.EXE — растровий графічний редактор, який дозволяв користувачеві малювати й редагувати малюнки прямо на екрані комп'ютера
- PIFEDIT.EXE — редактор файлів відомостей про програми, які визначали як мала поводитися DOS програма у Windows
- REVERSI.EXE — комп'ютерна гра «реверсі»
- SPOOLER.EXE — програма, яка керувала і підтримувала чергу документів до друку, надсилаючи їх на принтер, як тільки з'являлася можливість
- TERMINAL.EXE — емулятор термінала
- WRITE.EXE — простий текстовий процесор